# Aloe austroarabica
Aloe austroarabica är en grästrädsväxtart som beskrevs av T.A.Mccoy och John Jacob Lavranos. Aloe austroarabica ingår i släktet Aloe och familjen grästrädsväxter.
Artens utbredningsområde är Saudiarabien. Inga underarter finns listade i Catalogue of Life.